# Megan Rapinoe
Megan Anna Rapinoe (Redding, Kalifornia, 1985. július 5. –) amerikai válogatott, világ- és olimpiai bajnok labdarúgó, középpályás. Az OL Reign játékosa. Ikertestvére Rachael Rapinoe labdarúgó.

## Pályafutása

### Klubcsapatban
2002 és 2005 között az Chicago Red Stars csapatában szerepelt.

### A válogatottban
2003 és 2005 között az amerikai U19-es válogatottban 21 alkalommal szerepelt és kilenc gólt szerzett. Részt vett a 2004-es U19-es világbajnokságon.
2006. július 23-án mutatkozott be az amerikai válogatottban Írország ellen. Első és második gólját 2006. október elsején szerezte Tajvan ellen.
2007-ben és 2008-ban két keresztszalag sérülés miatt nem szerepelt a válogatottban.

## Sikerei, díjai

### Válogatott
Egyesült Államok
- Világbajnok (2): 2015, 2019
- Olimpiai bajnok (1): 2012
- Olimpiai bronzérmes (1): 2020
- Aranykupa győztes (2): 2014, 2018
- Világbajnoki ezüstérmes (1): 2011
- Algarve-kupa győztes (2): 2013, 2015
- SheBelieves-kupa győztes (3): 2016, 2018, 2020
- Nemzetek Tornája győztes (1): 2018

### Egyéni
- Aranylabda (1): 2019[1]
- FIFA Az év legjobb női játékosa (1): 2019